# Banjalučka pivara

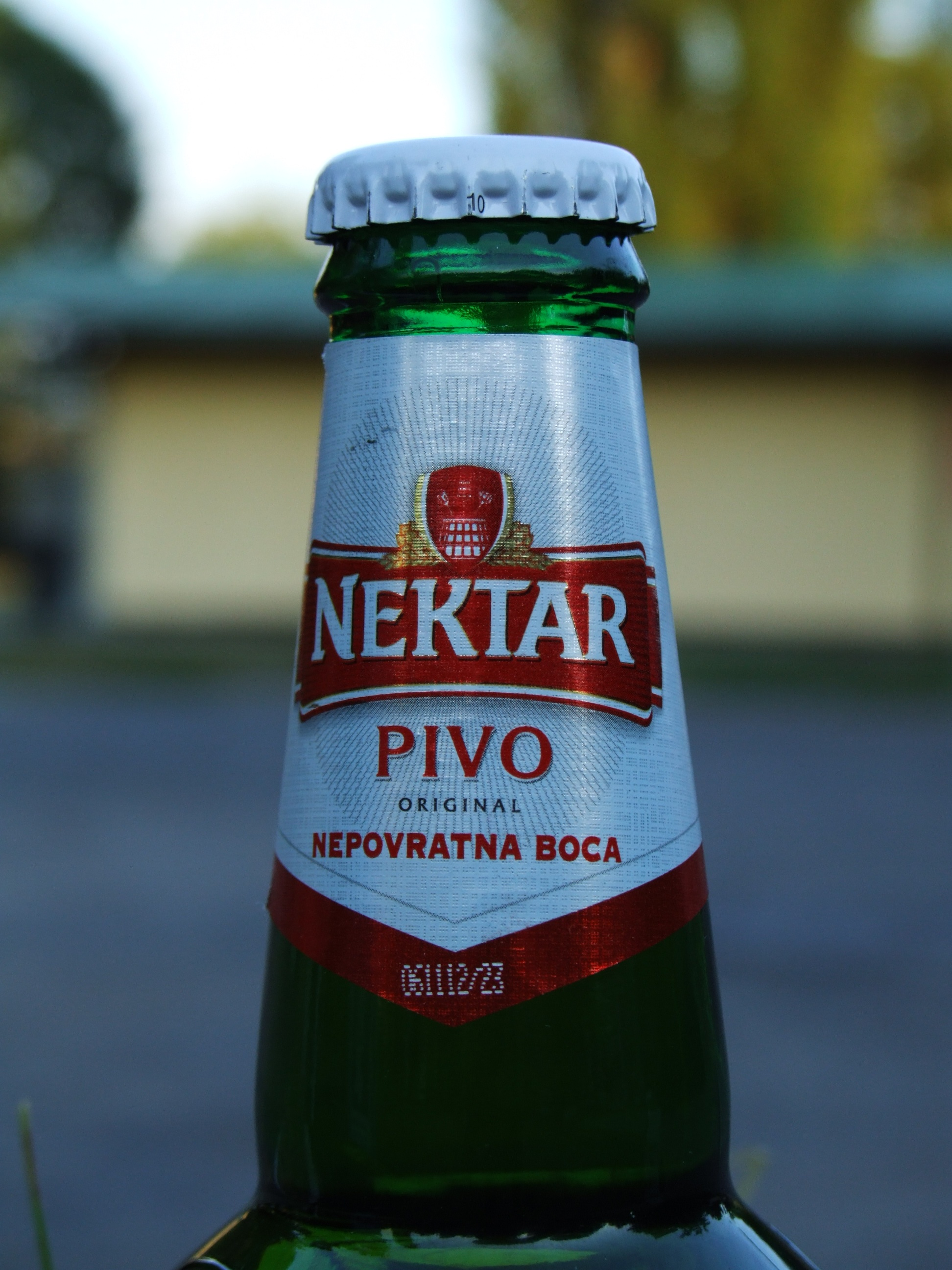

Banjalučka pivara (code BLSE : BLPV-R-A) est une brasserie bosnienne qui a son siège social à Banja Luka. Elle figure parmi les entreprises entrant dans la composition du BIRS, l'indice principal de la Bourse de Banja Luka.

## Histoire
L'origine de Banjalučka pivara, la « Brasserie de Banja Luka », remonte à 1873 lorsque l'établissement a été fondé par les moines trappistes du monastère de Sainte-Marie-des-Étoiles. En 1894, la brasserie fut enregistrée comme établissement industriel et, en 1921, elle entra dans le groupe Dalmacia. Après la Seconde Guerre mondiale, elle fit partie du combinat bosnien Krajina, avant d'obtenir un statut indépendant en 1989. En 1991, l'entreprise devint une société par actions. En 2010, le groupe Altima Global Special Situations Fund Ltd, basé aux îles Caïmans, détenait 66 % de son capital.
En 2025, la brasserie est sponsor du club de handball de Banja Luka (R.K Borac)

## Bières
Banjalučka pivara produit diverses sortes de bières vendues sous la marque Nektar, en bouteilles ou en canettes. Ses produits, autrefois réservés au marché domestique, sont désormais exportés au Royaume-Uni, au Canada et aux États-Unis.

## Données boursières
Le 12 mars 2010, l'action de Banjalučka pivara valait 0,45 BAM (marks convertibles), soit 0,23 EUR.